# Hyalospectra
Hyalospectra là một chi bướm đêm thuộc phân họ Drepaninae.